# Non violentate Jennifer
Non violentate Jennifer (I Spit on Your Grave) è un film del 1978 scritto e diretto da Meir Zarchi. Rappresenta uno dei maggiori esponenti del sottogenere rape & revenge nel più puro stile dei film d'exploitation. Nel 2019 lo stesso Zarchi ha diretto il primo sequel ufficiale intitolato I Spit on Your Grave: Deja Vu.

## Trama
La scrittrice Jennifer Hills si reca in una villetta di campagna per scrivere il suo primo romanzo. La sua tranquillità viene turbata quando Stanley e Andy, due giovani sfaccendati di cui ha in precedenza attirato l'attenzione fermandosi alla pompa di benzina gestita da Johnny — anch'egli attratto dalla ragazza e annoiato dalla monotonia del paese — irrompono con il loro motoscafo per attirare l'attenzione della protagonista distesa su un'amaca collocata sulla riva di un fiume nei pressi della villetta. Arrivata la sera, alcuni rumori attorno alla villetta cominciano a preoccupare Jennifer, che uscita di casa per controllare non nota però nulla. Lo spiacevole incontro con Stanley e Andy non tarda ad arrivare quando i due, a bordo del loro motoscafo, cominciano a ruotare intorno alla canoa di Jennifer per poi trainarla fino a riva. Qui i due cercano di afferrare la ragazza, la quale tenta di fuggire attraverso la vegetazione.
Viene però catturata quando spunta anche Johnny, che si era nascosto lì insieme a Matthew, un giovane un po' ritardato di mente che Jennifer aveva già conosciuto quando, appena arrivata, ha ordinato a domicilio la spesa al supermercato in cui lavora. La protagonista viene sbattuta per terra ed immobilizzata da Stanley, Andy e Johnny che invita Matthew ad approfittare della situazione per poter finalmente perdere la sua verginità. Quest'ultimo, che aveva stretto amicizia con Jennifer, non se la sente e allora è Johnny a violentare la ragazza. Appena finito di consumare lo stupro Johnny incoraggia nuovamente Matthew che continua ad essere titubante e permette alla ragazza di allontanarsi. Dopo aver percorso nuda un po' di strada tra la vegetazione, Jennifer s'imbatte nuovamente nel gruppo di balordi che la catturano e la immobilizzano a pancia in giù mentre Andy la violenta selvaggiamente da dietro; dopo avere perpetrato il nuovo stupro il gruppo s'allontana abbandonando la protagonista esanime. Jennifer, ferita e molto sofferente, riesce ad alzarsi a malapena mentre i criminali s'allontanano sul motoscafo lasciando andare alla deriva la canoa della protagonista.
Jennifer, svestita e sanguinante, riesce finalmente a raggiungere la sua villetta ma quando prende il telefono e s'accinge a rispondere un calcio di Stanley fa volare via l'apparecchio. I quattro sono all'interno della villetta e Stanley inizia a malmenare la ragazza, mentre gli altri bevono degli alcolici presi all'interno di un armadietto. Adesso è il turno di Matthew, ma il giovane intento a violentare la protagonista inerme non riesce a raggiungere l'orgasmo a causa dei suoi compagni che lo guardano. Andy afferra e comincia a leggere alcune pagine del romanzo scritte da Jennifer, nel frattempo sofferente e distesa per terra, iniziando a schernirla insieme ai suoi amici ed infine strappando i fogli. Adesso è Stanley che si accinge ad abusare di lei pretendendo del rapporto orale e picchiandola. Alla fine i quattro s'allontanano e prima di andarsene a bordo del loro motoscafo Johnny incarica Matthew di uccidere la ragazza svenuta con una coltellata al cuore, ma Matthew non ha il coraggio di eseguire il compito affidatogli e si limita a simulare l'omicidio.
Pian piano Jennifer si riprende dalle ferite subite, rimette insieme le parti del suo romanzo che sono state strappate e comincia a meditare vendetta. Credendo la ragazza morta il gruppo di violentatori torna alla monotona vita quotidiana, ma quando Andy e Stanley si recano nei pressi della villetta per controllare s'accorgono che Jennifer è ancora viva. Il gruppo malmena Matthew per avere tradito gli ordini ricevuti. La ragazza inizia a compiere il proprio piano di vendetta facendo giungere Matthew alla propria villetta, dopo avere ordinato una consegna a domicilio nel supermercato in cui lavora il ragazzo. Appena giunto a destinazione a bordo della sua bicicletta Matthew, che si è munito di un coltello, viene adescato sotto un albero sulla riva del fiume. Il ragazzo, brandendo il coltello, si lamenta con Jennifer di avere perso i suoi amici per il fatto di non averla uccisa, ma la protagonista gli ricorda che anche lei è sua amica, cominciando a sedurlo per avere infine un rapporto sessuale con lui. Mentre i due consumano il rapporto Jennifer tira fuori un cappio, l'annoda al collo di Matthew ed impicca il giovane facendo passare la corda sopra un ramo dell'albero.
Successivamente si reca alla pompa di benzina per adescare Johnny e caricarlo sulla propria automobile: arrivati in campagna Jennifer fa scendere Johnny dall'auto e minacciandolo con una pistola lo costringe a spogliarsi e ad inginocchiarsi. L'uomo comincia ad avanzare delle scuse e le dice che la colpa di quanto successo è della ragazza stessa, col suo comportamento e il modo di vestire provocatorio. A questo punto Jennifer sembra avere un ripensamento ed invita Johnny a fare un bagno caldo nella sua villetta. I due fanno insieme il bagno nudi e la ragazza inizia a masturbare il giovane; proprio mentre Johnny sta raggiungendo l'orgasmo la protagonista prende un coltello da sotto il tappeto da bagno ed evira l'uomo, quindi chiude la porta del bagno bloccandola, inserisce un disco che riproduce l'aria Sola, perduta, abbandonata dalla Manon Lescaut e si siede su una poltrona a dondolo attendendo che Johnny muoia dissanguato.
Non avendo più notizie dell'amico, Andy e Stanley si recano con il loro motoscafo presso la villetta e vengono notati da Jennifer. Mentre Andy è sceso a riva armato di un'accetta, Jennifer sorprende Stanley spuntando da sott'acqua, butta in acqua lo stupratore e s'impadronisce del motoscafo cominciando a ruotargli attorno. Andy corre in aiuto del suo amico ma dopo essere stato urtato dal motoscafo perde l'accetta che diviene così l'arma con cui Jennifer l'uccide mentre si trova in acqua. Stanley, rimasto da solo in balia della protagonista, s'aggrappa al motore del motoscafo e chiede invano perdono rimanendo ucciso dalle eliche quando Jennifer riaccende il motore. Il film termina con la ragazza che fugge lungo il fiume.

## Produzione

### Riprese
Ad eccezione delle scene iniziali in cui si vede Jennifer partire, tutto il film è stato girato a Kent nel Connecticut. Il corso d'acqua nelle vicinanze della villetta di Jennifer è una parte del fiume Housatonic. La villetta affittata da Jennifer apparteneva in realtà a Nouri Haviv, amico del regista Zarchi e direttore della fotografia del film. La maggior parte delle scene di interno della casa sono state girate dentro questa abitazione.
Zarchi visitò la casa mentre stava scrivendo la sceneggiatura del film e la sua atmosfera e ubicazione influenzarono lo sviluppo della storia. Zarchi ha affermato di avere tratto lo spunto per lo sviluppo della storia da un'esperienza personalmente vissuta. Nell'ottobre del 1974 il regista, mentre guidava la sua auto nei pressi di un parco, si era imbattuto in una ragazza che vagava traumatizzata lungo il bordo della strada. Zarchi la soccorse e scoprì che la ragazza era stata violentata da due uomini.
Appena accompagnata la ragazza alla stazione di polizia Zarchi restò sconvolto dal comportamento insensibile del poliziotto di turno, che piuttosto che soccorrerla portandola in ospedale la costrinse dapprima a depositare la versione dei fatti nonostante avesse una mandibola rotta. Il regista decise allora di raccontare la storia della ragazza che stavolta invece di recarsi dalla polizia guarisce da sola le proprie ferite e compie la sua vendetta.

## Colonna sonora
Una delle caratteristiche più evidenti e inconsuete del film consiste nell'assenza di musiche, che il regista spiegò essere dettata dalla volontà di rendere maggiormente imprevedibile lo svolgersi dell'azione, data l'assenza delle sensazioni trasmesse dalla musica. In questo modo quando avviene qualcosa, secondo quanto sostenuto da Zarchi, l'effetto è molto più scioccante.

## Distribuzione

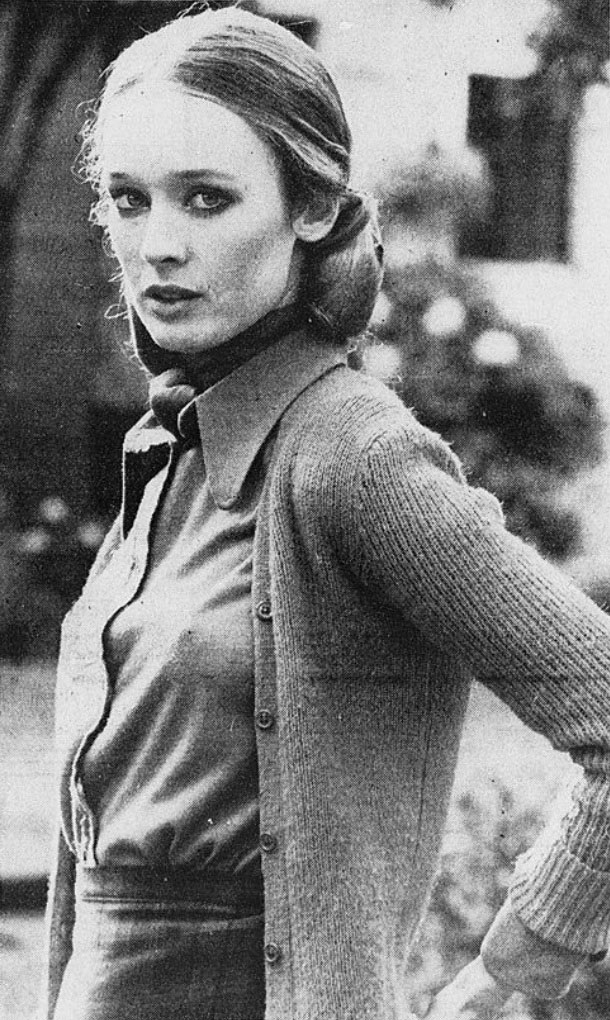
La protagonista Camille Keaton nel 1972

Camille Keaton, pronipote di Buster Keaton, nel 1978 vinse il premio come migliore attrice al Festival internazionale del cinema della Catalogna in Spagna per la sua interpretazione nel ruolo di Jennifer Hills. Zarchi presentò il film alla MPAA diverse volte prima che fosse approvato. L'associazione respinse il film a causa della sua violenza, suggerendo di attenuare le scene di violenza ma rifiutandosi di specificare i tratti di pellicola da tagliare.
Zarchi rimontò il film e lo presentò una seconda volta venendo nuovamente respinto. La MPAA infine approvò il film dopo il taglio dell'intera scena che mostrava lo stupro anale. Zarchi non fu in grado di trovare un distributore e così lui stesso distribuì il film. Riuscì a far proiettare il film in una serie di drive-in rurali, ma ogni volta solo per breve tempo, e i guadagni a malapena pareggiarono le spese. Nel 1980 la Jerry Gross Organization si rese disponibile per la distribuzione del film. Una condizione di questa riedizione consisteva nella possibilità di cambiare il titolo, che appunto dall'originale Day of the Woman divenne I Spit on Your Grave, quest'ultimo da sempre odiato dallo stesso regista.

### Edizioni home video
Nel 2006 è uscito in Italia il DVD Special Edition di Non violentate Jennifer in versione integrale della durata di 97 minuti, distribuito dalla Mondo Home Entertainment. In questa versione DVD sono state integrate scene in lingua originale con sottotitoli. Tra i contenuti extra figurano le filmografie del regista e della protagonista, il commento del critico Joe Bob Briggs, una galleria fotografica, trailer, locandine e tv spot.

### Censura e divieti
Molte nazioni, come l'Irlanda, Norvegia, Islanda e Germania Ovest hanno completamente proibito il film, affermando che esso "glorificava la violenza contro le donne". Il Canada ha inizialmente proibito il film, ma negli anni 1990 ha deciso di consentire alle singole province l'eventuale sblocco della proibizione. Dal 1998 alcune provincie (come Manitoba, Nuova Scozia, e Québec) hanno sbloccato il film con un rating che ne riflette il contenuto.
Negli Stati Uniti il rating originale fu rated X, modificato in R in seguito alla riedizione. In Australia la versione censurata statunitense, messa in commercio nel 1982, venne proibita nel 1994 e il film fu sbloccato sette anni dopo nella sua forma non tagliata. In Nuova Zelanda il film venne proibito e consentito solo dopo la riedizione nel 2004. Nel Regno Unito il film è stato classificato come video nasty e consentito solamente a partire dal 2001 in una versione con pesanti tagli. In Italia il film è uscito nel 1984 in forma tagliata, con le lunghe scene di violenza sessuale ridimensionate e attenuate, oltre ad altri piccoli tagli minori, e con il divieto ai minori di 18 anni.

## Accoglienza

### Critica
Il critico cinematografico Roger Ebert non diede al film alcuna stella, riferendosi a esso come "un disgustoso sacco di spazzatura... senza uno straccio di distinzione artistica", aggiungendo che "vederlo è stata una delle esperienze più deprimenti della mia vita". Nella sua recensione, Roger Ebert menzionava una spettatrice (una delle molte persone che casualmente parlavano ad alta voce) che provava una "solidarietà femminista per l'eroina del film" senza condividerne le sensazioni. Egli scrisse "volevo chiedere se lei fosse rimasta atterrita dalla durata delle scene di stupro del film". Ebert fu anche uno dei molti a citare la scarsa qualità della produzione del film come una debolezza in aggiunta alle scene che trovò offensive, affermando "La storia di I Spit on Your Grave è raccontata con una semplicità da idiota. Questi orribili eventi sono mostrati con un minimo assoluto di dialogo, che è così scarsamente registrato che spesso non può essere udito. Non vi è alcun tentativo di sviluppare le personalità dei personaggi - essi sono, semplicemente, una ragazza e quattro uomini, uno di loro mentalmente ritardato. Il film è né più né meno di una serie di attacchi sulla ragazza e successivamente i suoi attacchi sugli uomini, interrotti solamente da una scena incredibilmente grottesca e inappropriata in cui lei entra in una chiesa e chiede perdono per gli omicidi che è intenzionata a commettere".
Encyclopedia of Horror rileva che il film ha attirato molte discussioni pro e contro, frequentemente coinvolgendo persone che chiaramente non hanno visto realmente il film. "Gli uomini sono così grossolanamente non attraenti e gli stupri così strazianti, protratti a lungo e crudamente presentati che è difficile da immaginare che la maggior parte degli spettatori maschi possa identificarsi con i perpetratori, tanto più che la struttura narrativa del film e la messa in scena forzano lo spettatore a vedere l'azione dal punto di vista della Keaton. Inoltre non vi è alcuna indicazione che lo abbia voluto lei o goduto, eccetto, naturalmente, le proprie percezioni degli stupratori, dai quali il film è attento a prendere le distanze". Il libro continua dicendo che le scene di vendetta erano state "grottescamente male interpretate da alcuni critici" dato che Jennifer solamente "finge di aver goduto dello stupro in modo da attirare gli uomini alla loro distruzione", e che in queste scene il film sta criticando "tipici argomenti maschili riguardanti donne che se la sono cercata" come "retorica semplicemente sessista, autoscusante e sono chiaramente presentati come tali".
Alla critica iniziale ha fatto seguito una rivalutazione del film. L'articolo del 2007 di Michael Kaminski per il sito web Obsessed with Film intitolato "I Spit on Your Grave è davvero un film femminista frainteso?" sostiene che, quando inteso all'interno del contesto in cui il regista Zarchi fu ispirato a realizzarlo, il film si può analizzare in modo ugualmente appropriato come "soddisfazione del desiderio femminista" e un veicolo di espressione personale di reazione alla violenza contro le donne.
Una rivalutazione è stata fatta da Carol J. Clover nel terzo capitolo del suo libro Men, Women, and Chainsaws edito nel 1992. Clover nota che lei e altre come lei "apprezzano, tuttavia a malincuore, il modo in cui la semplicità brutale [del film] espone una molla della cultura popolare". Clover sostiene inoltre che le simpatie del film sono interamente rivolte a Jennifer, che il pubblico maschile è destinato a identificarsi con lei, e non con gli aggressori, e che il punto del film è una identificazione masochistica con il dolore usata per giustificare la catarsi sanguinosa della vendetta. Clover ha scritto che a suo avviso il film ha un debito con Un tranquillo weekend di paura.
Queste rivalutazioni hanno a loro volta avuto risposta. Il critico Luke Y. Thompson del New Times ha affermato "I difensori del film hanno sostenuto che esso è in realtà a favore della donna, dovuto al fatto che la protagonista femminile alla fine vince, che è un po' come dire che i combattimenti fra galli sono a favore dei galli perché c'è sempre uno che resta in piedi".
Il Dizionario dei film horror di Rudy Salvagnini considera il film come "la quintessenza dei cosiddetti rape & revenge movie" aggiungendo che il film "dinamico e vivace, è diretto con una certa abilità e si giova della sensibile interpretazione di Camille Keaton", con la protagonista femminile che rappresenta l'unico personaggio umano "mentre gli uomini sono dipinti tutti come poco meno che animali".

## Sequel e remake
Nel 1979 è uscito un remake non ufficiale, Intikam kadini.
Nel 1985 è uscito un altro remake non ufficiale, Nuda vendetta (Naked Vengeance), nel quale Deborah Tranelli interpreta il ruolo di Carla Harris, una giovane che mentre si sta recando a casa dei genitori viene rapita e violentata.
Al film ha fatto seguito un sequel non ufficiale, Savage Vengeance (1993), in cui Camille Keaton reinterpreta il ruolo di Jennifer.
La CineTel Films ha acquistato i diritti per realizzare il remake I Spit on Your Grave uscito nel periodo di Halloween 2010. Il film è stato diretto da Steven R. Monroe mentre il regista dell'originale, Meir Zarchi, è tra i produttori esecutivi. Nel 2013 ne è uscito un sequel I Spit on Your Grave 2, sempre diretto da Steven R. Monroe. Nel 2015 ne è uscito un altro sequel I Spit on Your Grave 3: Vengeance Is Mine, diretto da R.D. Braunstein.
Nel 2014 è stato annunciato il lancio del primo sequel ufficiale del film originale del 1978: diretto dallo stesso Meir Zarchi, il film è intitolato I Spit on Your Grave: Deja Vu e ha come protagonista Camille Keaton. Il film, in cui Jennifer Hills e la figlia Christy, il cui padre si scopre essere Johnny, vengono rapite dai familiari dei violentatori, è uscito negli Stati Uniti nell'aprile 2019 in formato DVD e Blu-ray.